# Größenquantisierungseffekt
Größenquantisierung bezeichnet in der Festkörperphysik bzw. Quantenchemie die Zunahme der Größe der Bandlücke mit sinkender Halbleiterpartikelgröße. Der Effekt wird erst bei Partikeln mit einem Durchmesser im Nanometerbereich wahrgenommen. Der Bandlückenabstand ist dann keine Stoffkonstante mehr, sondern von der Partikelgröße abhängig. Gemeinhin wird von Nanopartikel gesprochen, wenn sie einen Durchmesser kleiner 100 nm besitzen.
Nanoteilchen im einstelligen Nanometerbereich sind so klein, dass sie die Wellenfunktion der Elektronen in ihrem Inneren beschränken. Das Teilchen im Kastenmodell kann daher als Modell für ein Nanopartikel angewendet werden. Die Wellenfunktion des Elektrons kann sich nur innerhalb des Nanopartikels ausbreiten, da das Potenzial an den Rändern des Partikels sehr hoch ist. Die De-Broglie-Wellenlänge des Elektrons liegt bei ca. 7,6 nm im Vakuum, d. h., dass bei Nanopartikeln kleiner 7,6 nm eine Beschränkung der Wellenfunktion stattfindet. Die Wellenlänge der Wellenfunktion muss nun mit fallender Partikelgröße sinken um noch in das Nanopartikel zu passen. Aus der Gleichung für die De-Broglie-Wellenlänge geht also hervor, dass der Impuls des Elektrons steigen muss.
Nun betrachten wir den Energiewert des Teilchens im Kasten der Länge {\displaystyle L}:
{\displaystyle E={\frac {n^{2}\cdot h^{2}}{8mL^{2}}}}
Ein kleines Rechenbeispiel zeigt schnell, dass das LUMO (der energetisch niedrigste nicht besetzte Zustand, hier mit der Hauptquantenzahl n = 2) stärker destabilisiert wird, als das HOMO (der energetisch höchste besetzte Zustand, hier mit der Hauptquantenzahl n = 1) und die Bandlückenenergie mit fallender Partikelgröße zunimmt.
Großes Teilchen:
{\displaystyle E\sim {\frac {n^{2}}{L^{2}}}={\frac {1^{2}}{1^{2}}}=1}
{\displaystyle E\sim {\frac {n^{2}}{L^{2}}}={\frac {2^{2}}{1^{2}}}=4}
Die Differenz aus 4 und 1 ergibt die Bandlückenenergie 3
Kleines Teilchen:
{\displaystyle E\sim {\frac {n^{2}}{L^{2}}}={\frac {1^{2}}{0{,}1^{2}}}=100}
{\displaystyle E\sim {\frac {n^{2}}{L^{2}}}={\frac {2^{2}}{0{,}1^{2}}}=400}
Die Differenz aus 400 und 100 ergibt die Bandlückenenergie 300.
Ein weiterer kleiner Effekt entsteht durch die geringe Anzahl an Atomen in einem Nanopartikel. Die Bandbildung erfolgt durch Überlappung vieler Atomorbitale. Wenn die Anzahl der Atomorbitale sinkt, kommt es erst bei höheren Energien zur Überlappung der Orbitale, da bei höheren Energien die Atomorbitalabstände kleiner werden.
Folgende Gleichung (Brus-Formel) beschreibt die Zunahme der Bandlückenenergie für Nanoteilchen im Vergleich zu der des (unendlich ausgedehnten) Festkörpers, wobei man sich die Anregung eines Elektrons aus dem Valenzband ins Leitungsband unter Hinterlassung eines Lochs vorstellt:
{\displaystyle \delta E={\frac {h^{2}}{8R^{2}}}\cdot \left({\frac {1}{m_{\mathrm {e} }}}+{\frac {1}{m_{\mathrm {h} }}}\right)-{\frac {1{,}8\,e^{2}}{4\pi \varepsilon \varepsilon _{0}R}}}
Dabei ist R die Partikelgröße, e die Elektronenladung, {\displaystyle \varepsilon _{0}} die Dielektrizitätskonstante im Vakuum, {\displaystyle m_{\mathrm {e} }} die effektive Masse des Elektrons und {\displaystyle m_{\mathrm {h} }} die des Lochs. Der letzte Term der Gleichung steht für die Stabilisierung des Exzitons (Elektron-Loch-Paar) durch Coulombwechselwirkung des Lochs mit dem Elektron. Stabilisierende Terme tragen das Vorzeichen „−“. Der erste Term entspricht der Energie des Teilchens im Kasten. Die Begrenzung der Wellenfunktion führt zu einer Destabilisierung. Daher hat dieser Term ein „+“ als Vorzeichen.